# Jaroslava Maxová

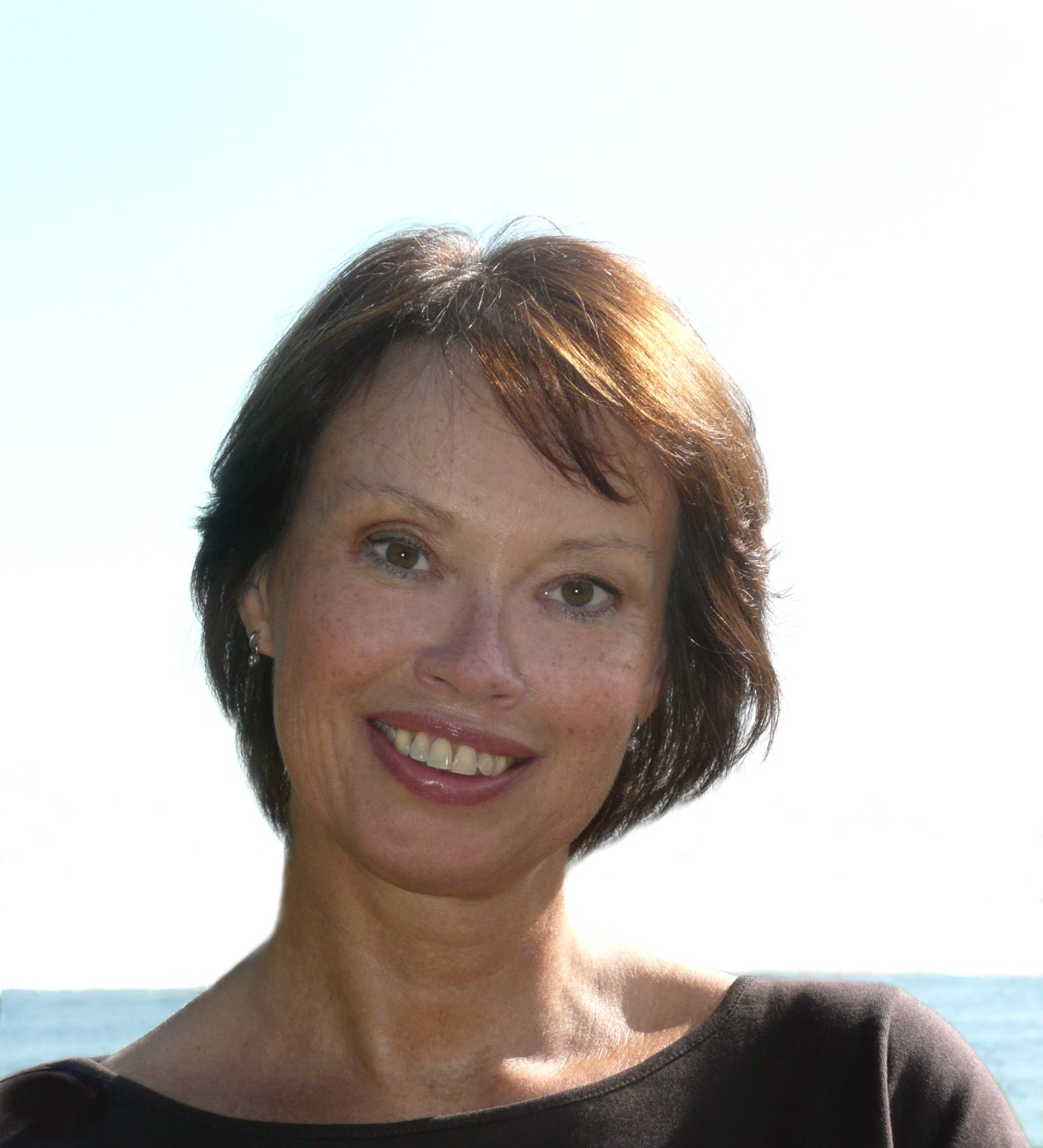
Jaroslava Maxova (2009)

Jaroslava Maxová, auch Jaroslava Horská und Jaroslava Horská-Maxová (* 6. April 1957 in Moravská Třebová, Tschechoslowakei) ist eine tschechische Opernsängerin (Mezzosopran) und Gesangslehrerin.

## Leben und Wirken
Jaroslava Maxová studierte von 1976 bis 1980 die pädagogische Fakultät der Palacký-Universität Olomouc und anschließend bis 1984 an der Hochschule für Musische Künste Bratislava (VŠMU) und erhielt zudem Privatunterricht bei dem Bariton Hynek Maxa. Zugleich trat sie am Slowakischen Nationaltheater auf. Nach dem Abschluss ihres Studiums im Jahr 1986 erhielt sie dort ein festes Engagement.
1994 bis 2005 war sie Ensemblemitglied des Prager Nationaltheaters. Zudem gastierte sie an Bühnen in Deutschland, Italien, Holland, Spanien, Frankreich, der Schweiz, Österreich, Ungarn, Russland und der Türkei. Im Jahr 1988 sang sie vor Papst Johannes Paul II. Werke von Lorenzo Perosi. 1994 trat sie bei den Bregenzer Festspielen in der Oper Francesca da Rimini auf.
Maxová arbeitete mit Dirigenten zusammen wie Moshe Atzmon, Arturo Sacchetti, Andrew Parrot, Hubert Soudant, Arpad Jóo, Ferenc Nagy, Otakar Kudrna, Zdeněk Košler, Jiří Bělohlávek, Oliver von Dohnányi, Libor Pešek, Johannes Wildner, Andreas Stöhr, Přemysl Charvát, Alexander Rahbari, Fabio Luisi und John Fiore.
Zu ihrem Repertoire zählen Rollen wie Olga in Eugen Onegin, Cherubino in Le nozze di Figaro, Dorabella in Cosi fan tutte, Radmila in Libuše, Ježibaba in Rusalka, Hata in Die verkaufte Braut, Maddalena in Rigoletto, Preziosilla in La forza del destino, Fenena in Nabucco, Lola in Cavalleria rustiana, Arnalta in L’incoronazione di Poppea, Octavian in Der Rosenkavalier, Grimgerde in Die Walküre, Mercédès in Carmen, Muse/Nicklausse in Hoffmanns Erzählungen, Varvara in Káťa Kabanová, Kreduta in Die Ausflüge des Herrn Brouček sowie die Titelrolle in Miss Donnithorne’s Maggot von Peter Maxwell Davies.
Außerdem unterrichtete sie als Gesangslehrerin am Prager Jaroslav-Ježek-Konservatorium.
Maxová arbeitete mit den Komponisten Peter Maxwell Davies, Jan Klusák, Alexander Goldscheider und Alexander Rudajev zusammen und kooperierte mit der Plattenfirma Romantic Robot.

## Diskografie
- Wolfgang Amadeus Mozart: Requiem. Mit Magdaléna Hajóssyová, Jaroslava Horská, Jozef Kundlák, Peter Mikuláš, Slowakische Philharmonie und Chor, Dirigent: Zdeněk Košler (Opus; 1986)
- Lorenzo Perosi: Stabat Mater, Dies Iste, L’Inno della Pace. Éva Andor, Jaroslava Horska, Attila Fülöp, Peter Mikuláš, Dirigent: Arturo Sacchetti (Radio Vatikana; 1989)
- Gaetano Donizetti: Messa di Requiem. Tiziana K. Sojat, Jaroslava Horska-Maxova, Vittorio Giammarrusco, Zdenek Hlavka, Marcel Rosca, Virtuosi di Praga, Prague Chamber Choire, Dirigent: Alexander Rahbari (Discover International; 1997)
- Riccardo Zandonai: Francesca da Rimini. Dirigent: Fabio Luisi (Koch International; 1997)
- Jan Klusák: Zpráva pro akademii, Bertram a Mescalinda. Dirigent: Přemysl Charvát (Nationaltheater Prag; 2002)
- Richard Wagner: Der Ring des Nibelungen. Dirigent: John Fiore (Nationaltheater Prag; 2005)
- Alexander Goldscheider: The Song of Songs. Jaroslava Maxová, Jaroslav Březina, Romantic Robot Orchestra (Romantic Robot; 2006)